# Isana
Isana (лат.) — род чешуекрылых из подсемейства совок-пядениц. Распространены в Ориентальной области.

## Описание
Второй сегмент щупиков изогнутым. Третий сегментом прямой достигает середины груди. На конце щупики несут пучок волосков. Крылья с бледными, пятнами на темно-коричневом фоне.

## Систематика
В состав рода включают 18 видов:
- Isana albifascia (Hampson, 1929)
- Isana albiscripta Holloway, 2008
- Isana apicimacula (Wileman, 1915)
- Isana bilineata (Wileman & South, 1919)
- Isana duplicifasciata (Hampson, 1895)
- Isana eugenes (Prout, 1928)
- Isana indentifascia (Swinhoe, 1906)
- Isana irregularusalis Holloway, 2008
- Isana kinabaluensis Holloway, 2008
- Isana larusalis Walker, 1859
- Isana muluensis Holloway, 2008
- Isana nigrisigna (Wileman, 1915)
- Isana perdentalis (Hampson, 1898)
- Isana quadrilateralis Holloway, 2008
- Isana satyrata (Strand, 1920)
- Isana stigmatalis (Moore, 1867)
- Isana vialis (Moore, 1882)

## Распространение
Представители рода встречаются в Японии, Китае, Индии, Бангладеш, на Тайване, в Малайзии и Индонезии.